# GREE
GREE는 그리 주식회사가 운영하는 소셜 네트워크 서비스 (SNS)이다. 2004년 2월에 서비스를 시작했다.